# 15 septembre 1967
Le vendredi 15 septembre 1967 est le 258e jour de l'année 1967.

## Naissances
- Ady Jean-Gardy, journaliste haïtien
- Hans-Jörg Tauscher, skieur alpin allemand
- Huw Bunford, compositeur britannique, guitariste
- Jacky Detaille, karatéka belge
- Majid Musisi (mort le 13 décembre 2005), footballeur ougandais
- Miroslav Žitnjak, joueur de football croate
- Neil Borwick, joueur de tennis australien
- Rodney Eyles, joueur de squash australien
- Simone Greiner-Petter-Memm, biathlète allemande
- Wilmer Cabrera, footballeur colombien

## Décès
- Bhagat Singh Thind (né le 3 octobre 1892), écrivain indo-américain
- Edward Phelan (né le 25 juillet 1888), haut fonctionnaire irlandais
- Eva McKenzie (née le 5 novembre 1889), actrice américaine
- Frank Stenton (né le 17 mai 1880), historien britannique
- Hans Haug (né le 27 juillet 1900), compositeur suisse
- Ivan Kononov (né le 2 avril 1900), officier germano-soviétique
- Raoul Husson (né le 28 janvier 1901), scientifique et essayiste français
- Rhys Gabe (né le 22 juin 1880), joueur de rugby

## Événements
- Sortie de la chanson David Watts des Kinks sur l'album Something Else by the Kinks
- Diffusion du premier épisode Le Mal du pays de la saison 2 série Star Trek
- Début de la série télévisée franco-allemande Le comte Yoster a bien l'honneur
- Création du parc national de Skaftafell